# La Prophétie des ombres
 (décembre 2020).
Si vous disposez d'ouvrages ou d'articles de référence ou si vous connaissez des sites web de qualité traitant du thème abordé ici, merci de compléter l'article en donnant les références utiles à sa vérifiabilité et en les liant à la section « Notes et références ».
Pour plus de détails, voir Fiche technique et Distribution.
La Prophétie des ombres (The Mothman Prophecies) est un film à énigme américain, incluant également des éléments de fantastique, d'horreur, de drame et de thriller, réalisé par Mark Pellington et sorti en 2002. Il est inspiré du livre du même nom (en) de John A. Keel, publié en 1975 et lui-même fondé sur des faits prétendument réels (voir l'article « Homme-papillon »).
Le film suit John Klein (Richard Gere), un journaliste du Washington Post, qui enquête sur de mystérieux phénomènes qui se sont produits à Point Pleasant, une petite ville de Virginie-Occidentale.

## Synopsis
John Klein, journaliste au Washington Post, a tout pour être heureux : son travail, sa femme Mary et la maison qu'il vient d'acquérir. Mais un accident de voiture va briser ce bonheur. Klein perd son épouse, atteinte d’une tumeur au cerveau, un gliobastome, décelée après l'accident. Avant sa mort, elle lui parle d’étranges silhouettes qu’il a retrouvées dessinées dans un cahier.
Deux ans plus tard, alors qu'il était parti de nuit pour aller interviewer le gouverneur à Richmond, Klein tombe en panne sur une route isolée. Il part chercher de l’aide et tombe sur un homme agressif et armé, Gordon Smallwood, qui semblait l’attendre. Le sergent Connie Mills ramène celui-ci à la raison. John passe la nuit dans la petite ville de Point Pleasant et apprend rapidement que des faits insolites s’y produisent. Il découvre que Gordon, en particulier, voit et entend d’étranges phénomènes. Les apparitions se multiplient et, un soir que Gordon, sa femme Denise et John dînent ensemble, ils s’aperçoivent que l'une des prophéties catastrophiques de Gordon, un dramatique accident d’avion, s’est réalisée. Rapidement, Klein est contacté par une mystérieuse voix. Il se rend alors à Chicago pour y rencontrer un expert en phénomènes paranormaux, Alexander Leek, qui tente de le convaincre de ne pas poursuivre son enquête et l’informe que sa vie et celle des habitants de Point Pleasant sont en danger.
Klein ne renonce pas pour autant à sa recherche d’explications à ces phénomènes. Son amitié avec Connie Mills se renforce. Lors d’une discussion, elle lui parle d'un rêve étrange qu'elle ne parvient pas à expliquer : alors qu’elle se noie, une voix l’appelle : « Numéro 37, réveillez-vous ». Le mystère des hallucinations s’épaissit. Gordon semble à présent possédé par un être qui le hante, et Klein le retrouve un matin, mort de froid. 
La « voix » le contacte fréquemment. Une nuit, il voit Mary auprès de lui. Une effroyable prophétie lui annonce une catastrophe à Point Pleasant. Enfin, dans une lettre, la « voix » lui annonce un appel prochain de Mary, chez lui, à Washington, à midi précis. Éperdu, il se rend au rendez-vous. Quelques minutes avant l’heure prévue, Connie téléphone et essaie de convaincre Klein de la rejoindre pour le soir de Noël. Lorsque la sonnerie retentit de nouveau, Klein décide de ne pas répondre et retourne à Point Pleasant où un embouteillage bloque le pont Silver Bridge, lequel s’effondre brutalement. Klein sauve, de justesse, Connie sur le point de se noyer dans sa voiture. Connie et Klein apprendront que le nombre des victimes s’élève à trente-six et se souviennent du rêve qu'a fait Connie : « Réveillez-vous, numéro 37 ».

## Les personnages
- John Klein : journaliste au Washington Post et marié à Mary. À la suite d'un accident de voiture, sa femme est hospitalisée, révélant une ancienne et rare tumeur au cerveau. Mary décède un peu plus tard. Klein découvre ensuite les croquis d'étranges silhouettes que sa femme a dessinés. Deux ans plus tard, alors qu'il devait se rendre à Richmond, il se retrouve sans explication à Point Pleasant. Il apprend que d'étranges phénomènes, similaires à ceux qu'a connus sa femme, effraient la population. Klein se lie d'amitié avec Connie Mills et Gordon Smallwood (bien qu'il l'ait reçu avec un fusil). Une voix étrange l'appelle et annonce une catastrophe. Il sauvera Connie de la noyade et de l'effondrement du pont Silver Bridge.

- Connie Mills : policière de Point Pleasant. Elle se fait aider par John Klein, avec qui elle se lie d'amitié, dans son investigation des étranges phénomènes. Elle a fait un rêve étrange dans lequel elle se noie entourée de paquets cadeaux. Elle entend à la fin du rêve : Réveillez-vous, numéro 37.  Elle sera sauvée par Klein de la noyade après l'effondrement du Silver Bridge qui a fait 36 victimes.

- Gordon Smallwood : habitant de Point Pleasant, marié à Denise. Il est victime d'étranges phénomènes. John commence à le croire, quand le journaliste reçoit des coups de fil de cette même « voix », appelé Indrid Cold qui tourmente Gordon. Cette dernière annonce des catastrophes qui se produisent peu de temps après. Obsédé par ses révélations, licencié, quitté par sa femme, Gordon meurt seul dans le froid.

- Alexander Leek : ancien professeur qui a écrit un livre sur L'Homme-papillon. Klein sollicite son aide, malgré les réticences de Leek, qui a renoncé à s'intéresser à ses recherches. Malgré les informations que donne ce dernier à Klein, il demande au journaliste de renoncer à retourner à Point Pleasant.

## Fiche technique
- Titre français : La Prophétie des ombres
- Titre original : The Mothman Prophecies
- Réalisateur : Mark Pellington
- Scénario : Richard Hatem, d'après le livre The Mothman Prophecies de John A. Keel
- Musique : Tomandandy
- Photographie : Fred Murphy
- Montage : Brian Berdan
- Producteurs : Gary W. Goldstein, Gary Lucchesi (en) et Tom Rosenberg
- Société de production : Lakeshore Entertainment
- Société de distribution : Sony Pictures (USA), Screen Gems (USA), SND (Société Nouvelle de Distribution) (France)
- Pays de production :  États-Unis
- Langue originale : anglais
- Genre : film à énigme, fantastique, drame, thriller, horreur
- Durée : 119 minutes
- Dates de sortie :
  - États-Unis : 25 janvier 2002
  - France : 17 avril 2002
  - Suisse romande : 17 avril 2002
  - Belgique : 29 mai 2002

## Distribution
- Richard Gere (VF : Richard Darbois) : John Klein
- Laura Linney (VF : Catherine Le Hénan) : Connie Mills
- Will Patton (VF : Jacques Bouanich) : Gordon Smallwood
- Alan Bates (VF : Bernard Métraux) : Alexander Leek
- Debra Messing (VF : Emmanuèle Bondeville) : Mary Klein
- David Eigenberg (VF : Boris Rehlinger)  : Ed Fleischman
- Lucinda Jenney : Denise Smallwood
- Nesbitt Blaisdell (VF : Pierre Baton)  : le chef Josh Jarrett
- Bob Tracey : Cyrus Bills
- Tom Stoviak : Brian
- Yvonne Erickson : Dr. McElroy
- Zachary Mott : Otto
- Ann McDonough : Lucy Griffin
- Shane Callahan : Nat Griffin

## Production
Le tournage a lieu du 24 janvier 2001 à mai 2001[réf. nécessaire].

## À propos du film
- Le film (ou plus exactement le livre dont il est tiré) s'inspire d'évènements réels survenus à Point Pleasant entre novembre 1966 et décembre 1967.

- Le nom du personnage d'Alexander Leek est inspiré du nom de l'auteur du livre The Mothman Prophecies : John A. Keel.

- L'histoire de Leek qui explique comment il a voulu éviter l'effondrement d'un bâtiment dont il avait eu la prémonition, n'est pas sans rappeler Arlington Road, le précédent film de Mark Pellington.

- La voix d'Indrid Cold au téléphone n'est autre que celle du réalisateur Mark Pellington. Il fait par ailleurs un caméo dans le rôle d'un barman.

- Vers la 75e minute, dans la scène où John Klein (Richard Gere) est seul dans sa chambre d'hôtel, après qu'il a violemment raccroché le téléphone, on peut apercevoir un visage étrange, une apparition fantomatique : Gere claque la porte du placard, sur laquelle se trouve une glace. Et c'est sur ce miroir que l'on aperçoit, l'espace d'une seconde, un visage assez cadavérique. Effet glaçant (et involontaire, ce n'était pas prévu dans le script[réf. souhaitée]) garanti, qui rappelle celui réalisé par Roman Polanski dans Répulsion.

- Afin de confirmer le caractère de fiction du film, le nombre de morts du pont de Point Pleasant est ramené de 46 (1967) à 36 (pour les besoins du scénario du film) : le film ne se réfère pas aux événements de 1967, les faits se déroulent en des temps modernes, de nos jours, sans date.

- Après Peur primale, c'est la seconde fois que Richard Gere et Laura Linney se retrouvent à jouer ensemble dans un film.